# المحقق العظيم (كتاب)
المخبر العظيم: الصعود المذهل والحياة الخالدة لشارلوك هولمز هو كتاب غير خيالي من تأليف زاك دونداس عن شيرلوك هولمز. يبدأ الكتاب بزيارة المؤلف الشخصية لمتحف شيرلوك هولمز  ثم يتقدم بالتسلسل الزمني  خلال استكشاف قاعدة شارلوك هولمز وجمعيات شيرلوكيان مثل The Baker Street Iriforms ولعبة Sherlockian 

## استقبال الكتاب
وصفت جوليا كناوس، التي تكتب في أعمال وثقافات تحويلية، العمل بأنه «قراءة رائعة». أعربت كليا سيمون من صحيفة بوسطن غلوب عن تقديرها للمنحة الدراسية، لكنها وجدت أن استخدام دونداس للمذكرات الشخصية كأداة تأطير هو «الخيط الأقل إثارة للاهتمام».  أطلق عليها Kirkus Reviews «قراءة مشرقة لمحبي شيرلوك». وجدت ليزلي إس كلينجر، التي تكتب لمجلة لوس أنجلوس ريفيو أوف بوكس، أن رواية دونداس عن تاريخ هولمز «ماهرة» وقالت عن الكتاب إنه «يبدو وكأنه محادثة طويلة مع صديق جديد».

## الروابط الخارجية
- زاك دونداس